# 戰國自衛隊
《戰國自衛隊》（せんごくじえいたい）是半村良的SF小說和1979年以此為原作，由千葉真一主演的電影，票房達到23億圓。還有劇畫、2005年的電影《戰國自衛隊1549》、2006年的電視劇《戰國自衛隊・關原之戰》的重製版。

## 原作
「以近代兵器武裝的現代軍隊」和「以弓矢或刀武裝的戰國時代鎧武者軍團」作戰的話將會如何？」的架空戰記。

## 電影
電影版本於1979年12月5日在日本首映，由千葉真一主演兼武術指導。並於1980年8月28日至9月4日期間在香港及澳門的金公主院線上映，並以粵語配音播出。

## 關連項目
- 自衛隊
- 《天軍（英语：Heaven's Soldiers）》（2005年韓國電影）

## 外部連結
- 戰國自衛隊 (角川映畫) （页面存档备份，存于）
- 陸上自衛隊 （页面存档备份，存于）
- 戰國自衛隊・關原之戰 （页面存档备份，存于）
- 戰國自衛隊 | 半文居 | 半村良 （页面存档备份，存于）